# USS LST-642
O USS LST-642 foi um navio de guerra norte-americano da classe LST que operou durante a Segunda Guerra Mundial.